# Thám hiểm không gian

## Những cột mốc trong lịch sử chinh phục vũ trụ của loài người
Ngày 24/12/1979: phi thuyền Arian đầu tiên của châu Âu được phóng lên. châu Âu trở thành đối thủ đáng gờm trong công cuộc chinh phục vũ trụ.
Ngày 12/04/1981: chuyến bay đầu tiên của phi thuyền Columbia.
Ngày 24/06/1982: Jean-Loup Chrétien trở thành người Pháp đầu tiên bay vào vũ trụ.
Ngày 28/01/1986: 7 phi hành gia người Mỹ đã thiệt mạng trên tàu con thoi Challenger. Các chuyến bay bị hoãn lại 2 năm sau đó.
Ngày 19/02/1986: phóng trạm không gian MIR thế hệ thứ ba của Nga. Trạm vũ trụ này ngừng hoạt động vào tháng 3 năm 2001.
Ngày 25/04/1990: kính thiên văn vũ trụ Hubble được đưa lên quỹ đạo.
Ngày 02/11/2000: hai phi hành gia của Nga và một của Mỹ trở thành cư dân đầu tiên của trạm ISS.
Ngày 17/01/2003: một quan chức của Trung Quốc tuyên bố về chuyến phóng Thần Châu V.
Ngày 01/02/2003: phi thuyền Columbia của Mỹ bị nổ, cướp đi sinh mạng của 7 phi hành gia.
Ngày 08/09/2003: truyền hình Trung Quốc chính thức xác nhận chuyến bay của phi thuyền Thần Châu V vào ngày 15/10.

## Niên biểu

### 1942-1975
| Thời gian            | Thành tích đi đầu | Quốc gia                                             | Dự án/Phi thuyền                                      |
| -------------------- | --- | ---------------------------------------------------- | ----------------------------------------------------- |
| 3 tháng 10 năm 1942  | Tên lửa đạt độ cao 100 km | Đức Quốc xã                                          | Tên lửa V2, chương trình quân sự                      |
| Tháng 7, 1946        | đưa sinh vật vào không gian (ruồi giấm)                                                                                               | Hoa Kỳ-Cục Tên lửa đạn đạo Lục quân (ABMA)           | Tên lửa V2                                            |
| 21 tháng 8 năm 1957  | Tên lửa đạn đạo liên lục địa (ICBM)                                                                                                   | Liên Xô                                              | R-7 Semyorka/SS-6 Sapwood                             |
| 4 tháng 10 năm 1957  | Vệ tinh nhân tạo | Liên Xô                                              | Sputnik 1                                             |
| 3 tháng 11 năm 1957  | Đưa sinh vật lên quỹ đạo (chó Laika, chết sau vài ngày)                                                                               | Liên Xô                                              | Sputnik 2                                             |
| 31 tháng 1 năm 1958  | Khám phá Vành đai bức xạ Van Allen | Hoa Kỳ-ABMA                                          | Explorer I                                            |
| 15 tháng 5 năm 1958  | Phòng thí nghiệm trong không gian | Liên Xô                                              | Sputnik 3                                             |
| 1 tháng 10 năm 1958  | Thành lập một cơ quan không gian cho Hoa Kỳ                                                                                           | Hoa Kỳ                                               | NASA (Cục Quản trị Hàng không và Không gian Quốc gia) |
| 18 tháng 12 năm 1958 | Vệ tinh viễn thông | Hoa Kỳ-ABMA                                          | Chương trình SCORE                                    |
| 2 tháng 1 năm 1959   | Đến phạm vi của Mặt Trăng | Liên Xô                                              | Luna 1                                                |
| 17 tháng 2 năm 1959  | Vệ tinh thời tiết | Hoa Kỳ-NASA (Phòng Nghiên cứu Hải quân Hoa Kỳ, NRL)1 | Vanguard 2                                            |
| 14 tháng 9 năm 1959  | Rơi xuống Mặt Trăng (cách địa điểm đã định 250 km)                                                                                    | Liên Xô                                              | Luna 2                                                |
| 7 tháng 8 năm 1959   | Hình ảnh Trái Đất từ không gian | Hoa Kỳ                                               | Explorer 6                                            |
| 4 tháng 10 năm 1959  | Hình ảnh phía bên kia của Mặt Trăng                                                                                                   | Liên Xô                                              | Luna 3                                                |
| 11 tháng 3 năm 1960  | Vệ tinh nhân tạo của Mặt Trời | Hoa Kỳ                                               | Pioneer 5                                             |
| 18 tháng 8 năm 1960  | Vệ tinh do thám | Không lực Hoa Kỳ                                     | KH-1 9009                                             |
| 12 tháng 4 năm 1961  | Đưa người lên quỹ đạo (Yuri Gagarin - bay quanh Trái Đất 1 vòng và hạ cánh sau 1h 48m)                                                | Liên Xô                                              | Vostok 1                                              |
| 5 tháng 5 năm 1961   | Người Mỹ trong không gian (Alan Shepard - chuyến bay kéo dài 15 phút)                                                                 | Hoa Kỳ                                               | Mercury 3                                             |
| 25 tháng 5 năm 1961  | John F. Kennedy tuyên bố dự án đưa người lên Mặt Trăng                                                                                | Hoa Kỳ                                               | Chương trình Apollo                                   |
| 20 tháng 2 năm 1962  | Bay quanh Trái Đất 3 vòng (John Glenn)                                                                                                | Hoa Kỳ                                               | Mercury 6                                             |
| 27 tháng 8 năm 1962  | Bay tới gần Sao Kim | Hoa Kỳ                                               | Mariner 2                                             |
| 1 tháng 11 năm 1962  | Bay tới gần Sao Hỏa (nhưng mất liên lạc)                                                                                              | Liên Xô                                              | Mars 1                                                |
| 16 tháng 6 năm 1963  | Đưa phụ nữ lên không gian (Valentina Vladimirovna Tereshkova)                                                                         | Liên Xô                                              | Vostok 6                                              |
| 28 tháng 11 năm 1964 | Bay tới gần Sao Hỏa | Hoa Kỳ                                               | Mariner 4                                             |
| 18 tháng 3 năm 1965  | Đi bộ ngoài không gian (Aleksei Arkhipovich Leonov)                                                                                   | Liên Xô                                              | Voskhod 2                                             |
| 15 tháng 12 năm 1965 | Đấu nối trên quỹ đạo | Hoa Kỳ                                               | Gemini 6A/Gemini 7                                    |
| 3 tháng 2 năm 1966   | Đáp xuống Mặt Trăng | Liên Xô                                              | Luna 9                                                |
| 1 tháng 3 năm 1966   | Rơi xuống hành tinh khác (Sao Kim) | Liên Xô                                              | Venera 3                                              |
| 3 tháng 4 năm 1966   | Vệ tinh nhân tạo của Mặt Trăng | Liên Xô                                              | Luna 10                                               |
| 27 tháng 1 năm 1967  | Tai nạn trong thử nghiệm, 3 chết (Gus Grissom, Edward Higgins White, Roger B. Chaffee)                                                | Hoa Kỳ                                               | Apollo 1                                              |
| 24 tháng 4 năm 1967  | Tai nạn khi phi thuyền đáp, 1 chết (Vladimir Mikhailovich Komarov)                                                                    | Liên Xô                                              | Soyuz 1                                               |
| 21 tháng 12 năm 1968 | Vệ tinh nhân tạo (có người lái) của Mặt Trăng                                                                                         | Hoa Kỳ                                               | Apollo 8                                              |
| 21 tháng 7 năm 1969  | Con người đặt chân lên Mặt Trăng (Neil Armstrong và Buzz Aldrin)                                                                      | Hoa Kỳ                                               | Apollo 11                                             |
| 15 tháng 4 năm 1970  | Trở về Trái Đất an toàn sau tai nạn                                                                                                   | Hoa Kỳ                                               | Apollo 13                                             |
| 17 tháng 11 năm 1970 | Thiết bị thăm dò Mặt Trăng | Liên Xô                                              | Lunakhod 1                                            |
| 15 tháng 12 năm 1970 | Đáp xuống hành tinh khác (Sao Kim) | Liên Xô                                              | Venera 7                                              |
| 23 tháng 4 năm 1971  | Trạm không gian | Liên Xô                                              | Salyut 1                                              |
| 29 tháng 6 năm 1971  | Tai nạn khi trở vào khí quyển, 3 chết (Georgiy Timofeyevich Dobrovolskiy, Vladislav Nikolayevich Volkov và Viktor Ivanovich Patsayev) | Liên Xô                                              | Soyuz 11                                              |
| 27 tháng 11 năm 1971 | Vệ tinh nhân tạo của Sao Hỏa | Liên Xô                                              | Mars 2                                                |
| 2 tháng 12 năm 1971  | Đáp xuống Sao Hỏa | Liên Xô                                              | Mars 3                                                |
| 14 tháng 5 năm 1973  | Trạm không gian của Mỹ | Hoa Kỳ                                               | Skylab                                                |
| 3 tháng 12 năm 1973  | Bay tới gần Sao Mộc | Hoa Kỳ                                               | Pioneer 10                                            |
| 29 tháng 3 năm 1974  | Bay tới gần Sao Thủy | Hoa Kỳ                                               | Mariner 10                                            |

1Chương trình Vanguard được chuyển giao từ Phòng Nghiên cứu Hải quân Hoa Kỳ (NRL) cho NASA ngay trước cuộc phóng.

### Sau 1975
| Thời gian            | Thành tích đi đầu                                               | Quốc gia                         | Dự án/Phi thuyền                     |
| -------------------- | --------------------------------------------------------------- | -------------------------------- | ------------------------------------ |
| 31 tháng 5 năm 1975  | Thành lập một cơ quan không gian không thuộc Hoa Kỳ hay Liên Xô | Liên minh châu Âu                | ESA (Cơ quan Không gian châu Âu)     |
| 15 tháng 7 năm 1975  | Chuyến bay có người đa quốc gia                                 | Liên Xô Hoa Kỳ                   | Chương trình thử nghiệm Apollo-Soyuz |
| 2 tháng 3 năm 1978   | Nước thứ ba có người vào không gian                             | Tiệp Khắc                        | Soyuz 28                             |
| 12 tháng 4 năm 1981  | Tàu con thoi                                                    | Hoa Kỳ-NASA                      | Columbia                             |
| 13 tháng 6 năm 1983  | Vượt qua quỹ đạo Sao Hải Vương                                  | Hoa Kỳ                           | Pioneer 10                           |
| 2 tháng 12 năm 1990  | Chuyến bay thương mại (có người)                                | Nga Nhật Bản                     | Soyuz TM-11                          |
| 7 tháng 7 năm 1998   | Phóng phi thuyền từ tàu ngầm                                    | Nga                              | K-407                                |
| 28 tháng 4 năm 2001  | Du lịch không gian                                              | Nga Hoa Kỳ                       | Soyuz TM-32                          |
| 15 tháng 10 năm 2003 | Nước thứ ba tự đưa người vào không gian                         | Trung Quốc                       | Thần Châu 5                          |
| 21 tháng 6 năm 2004  | Chuyến bay tư nhân                                              | Hoa Kỳ-Mojave Aerospace Ventures | SpaceShipOne 15P                     |